# Università statale di Kostroma "N. A. Nekrasov"
L'Università statale di Kostroma "N. A. Nekrasov" (KGU, in russo Костромской государственный университет имени Н. А. Некрасова?, Kostromskoj gosudarstvennyj universitet imeni N. A. Nekrasova) è un ente di istruzione accademica russo situato nell'Anello d'oro, intitolato a Nikolaj Alekseevič Nekrasov.

## Struttura
- Istituto di pedagogia e psicologia
- Istituto di economia
- Istituto di scienze fisico-matematiche ed ambientali
- Istituto di lettere e storia
- Istituto di arte e cultura
- Facoltà di legge